# جیمی اشنیک
جیمی اشنیک (انگلیسی: Jaime Echenique؛ زادهٔ ۲۷ آوریل ۱۹۹۷) بازیکن بسکتبال اهل کلمبیا است.